# 이스티클랄 거리

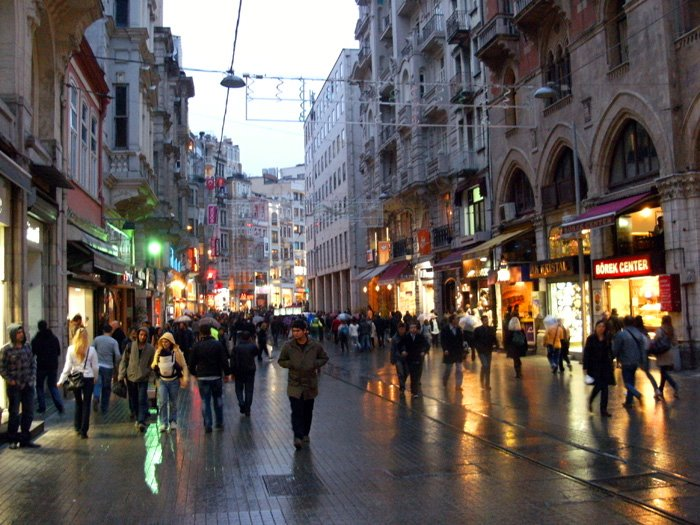
이스티클랄 거리의 모습

이스티클랄 거리(튀르키예어: İstiklâl Caddesi, 프랑스어: Grande Rue de Péra)는 튀르키예 이스탄불 베이욜루 지구에 위치한 거리이다. 이스탄불의 거리 중 유명한 거리로, 주말에 걸쳐 하루에 약 3백만명 이상이 방문한다. 일정 시간 다니는 노면전차를 제외한 차가 없는 완전한 보행자 1.4 km의 거리로, 옷 가게, 악기점, 서점, 갤러리, 영화간, 극장, 도서관, 카페, 펍, 나이트클럽, 제과점, 초콜릿 가게, 식당 들이 늘어서 있다.
이스티클랄 거리 중심 근처에는 갈라타사라이 지구가 있는데, 여기에는 튀르키예에서 가장 오래된 학교인 갈라타사라이 고등학교가 있다.
거리의 이름인 이스티클랄은 튀르키예어로 독립을 의미하며, 튀르키예 독립 전쟁의 종전 기념으로 붙여진 것이다.